# Pomerape
Pomerape là một núi lửa dạng tầng nằm trên biên giới phía bắc Chile và Bolivia (Sở Oruro, tỉnh Sajama, Curahuara de Carangas đô thị). Nó là một phần của phức hợp núi lửa Payachata, cùng với núi lửa Parinacota ở phía nam. Nó là núi thời Pleistocen tuổi.